# روبرت بوست
روبرت بوست (بالإنجليزية: Robert Post)‏ هو محامي أمريكي، ولد في 17 نوفمبر 1947 في بروكلين في الولايات المتحدة.